# 김종해 (1922년)
김종해(金鍾海, 1922년 3월 24일 경북 월성~ 1995년 11월 22일)는 대한민국의 의사 출신 정치인이다. 제5대 국회의원을 지냈다.

## 학력
- 일본 오사카 고등의학전문학교 의학사
- 대한민국 육군보병학교 졸업(1949년)
- 대한민국 국방대학교 행정학사 1기(1956년)
- 연세대학교 의과대학원 의학석사
- 고려대학교 의과대학원 의학박사

## 약력
- 연세대 의과대학 강사
- 서울 세브란스 병원 방사선과장
- 고려대 의과대학 초빙교수
- 경북도의회의원
- 서울의원개업
- 1948년부터 1957년까지 육군군의관(대위) 장교 복무.
- 1957년 육군 군의관 대위 예편
- 1978년초 언론의 조사에 의하면, 정계 은퇴 후 병원을 차렸다.[1]

## 역대 선거 결과
|  | 10.96% |

|  | 20.29% |

|  | 10.49% |